# 新武呂溪
新武呂溪是臺灣河川，又譯新武路溪，位於臺東縣北部，為卑南溪主流的上游。其流域包含海端鄉的中部及北部、池上鄉西北端及關山鎮東北端。該溪是以位在上游的大崙溪為主流，發源於中央山脈標高3,293公尺的卑南主山東側，朝東北東方向流經新溪頭、拔六頭，於南橫公路新武橋與霧鹿溪匯集，轉向東南流經初來、新興，至池上鄉萬安村附近才改稱「卑南溪」。

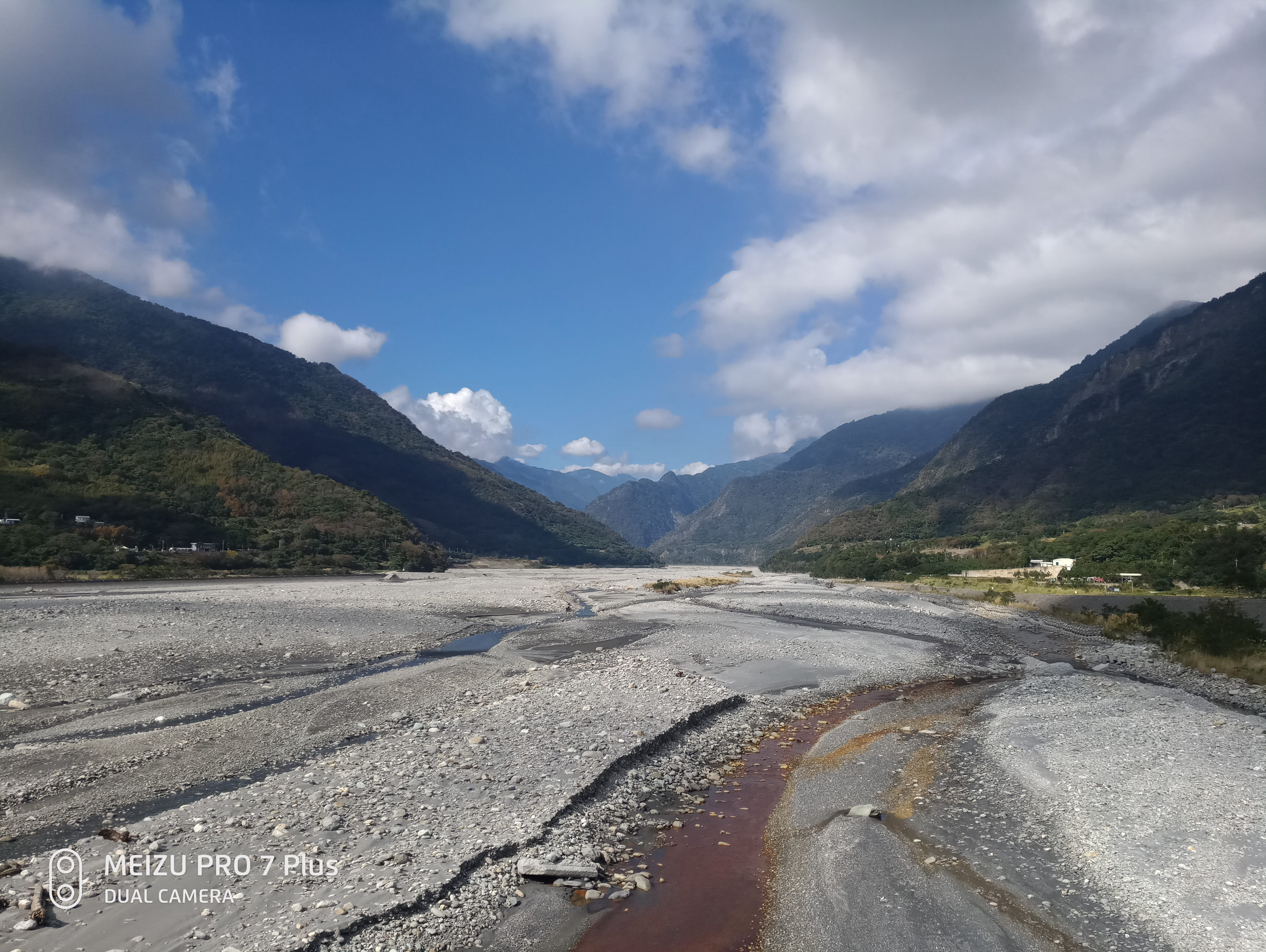
自海端鄉初來橋向源頭拍攝新武呂溪。（2017.12.29攝）

## 水系主要河川
- 新武呂溪
  - 霧鹿溪
    - 利稻溪
    - 馬里蘭溪
      - 哈里博松溪
      - 馬斯博爾溪

    - 武拉庫散溪

  - 大崙溪

## 主要橋樑

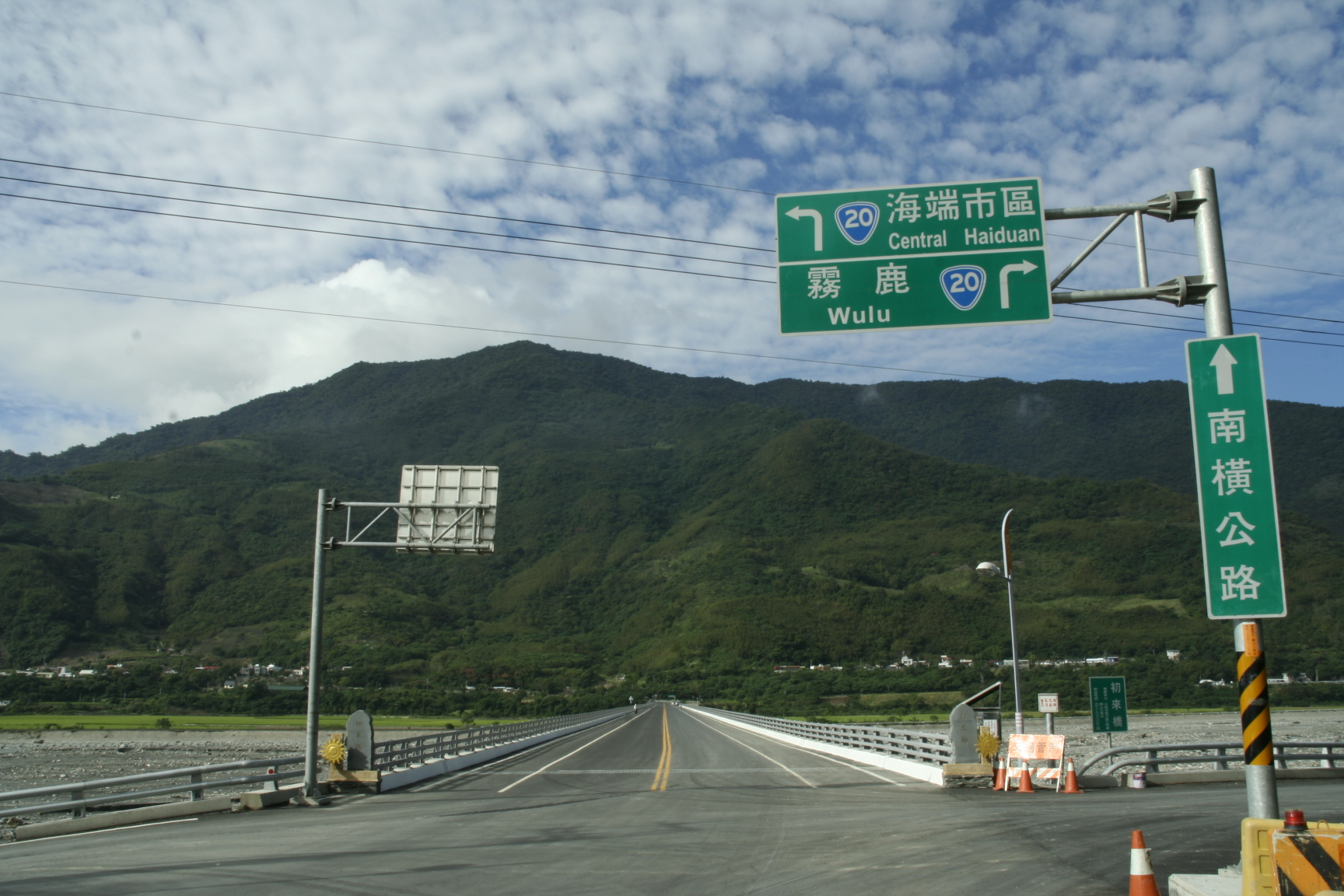
新武呂溪上的省道台20甲線初來橋（2010.10.11攝）

以下由河口至源頭列出主流上之主要橋樑：

#### 新武呂溪河段
- 臺鐵新武呂溪橋（臺鐵臺東線）
- 初來橋（省道台20甲線）

#### 大崙溪河段
- 新武橋（省道台20線）

#### 馬里蘭溪河段
- 霧鹿橋（省道台20線）